# Naja
Naja je rod jedovatých korálovcovitých hadů. Jde o nejrozšířenější rod hadů, kteří se v češtině souhrnně označují rodovým jménem kobra, často se označují jako tzv. pravé kobry. Rod Naja se skládá z 21 všeobecně přijatých druhů. Tito hadi žijí v rozmezí od Afriky přes Blízký východ, Indii a jihovýchodní Asii až po Indonésii.

## Zástupci
- kobra andamanská (Naja sagittifera)
- kobra Anchietova (Naja anchietae)
- kobra černá (Naja melanoleuca)
- kobra černokrká (Naja nigricollis)
- kobra červená (Naja pallida)
- kobra čínská (Naja atra)
- kobra egyptská (Naja haje)
- kobra filipínská (Naja philippinensis)
- kobra indická (Naja naja)
- kobra jávská (Naja sputatrix)
- kobra kapská (Naja nivea)
- kobra kroužkovaná (Naja annulifera)
- kobra mandalajská (Naja mandalayensis)
- kobra monoklová (Naja kaouthia)
- kobra mosambická (Naja mossambica)
- kobra núbijská (Naja nubiae)
- kobra Petersova (Naja samarensis)
- kobra siamská (Naja siamensis)
- kobra středoasijská (Naja oxiana)
- kobra sumaterská (Naja sumatrana)
- kobra západoafrická (Naja katiensis) (též kobra kamerunská)

## Popis
Kobry rodu Naja jsou dlouzí hadi s poměrně úzkým tělem. Většina druhů dosahuje v dospělosti délky kolem 2 metrů, někdy dokonce i více. Všichni zástupci tohoto druhu mají jednu společnou charakteristickou vlastnost, mohou vztyčit přední část svého dlouhého těla ze země a srovnají svůj krk tak, aby vypadali větší. Tuto schopnost využívají v případě nebezpečí. Některé kobry tohoto rodu dokáží „plivat“ spršky jedu.

## Jed
Všichni zástupci rodu Naja jsou pro člověka smrtelně nebezpeční, dokážou totiž uštědřit kousnutí, při kterém do těla oběti vypustí prudký jed. Většina druhů používá silný neurotoxický jed, který napadá nervový systém uštknutého jedince a způsobuje ochrnutí. Některé druhy v tomto jedu navíc mají hemotoxické přísady, které způsobují otoky, nekrózu a závažný efekt, při kterém se zabraňuje srážení krve. Některé druhy rodu se řadí k tzv. plivajícím kobrám, které mohou svůj jed vystřikovat na dálku.